# St-Rouin (Beaulieu-en-Argonne)

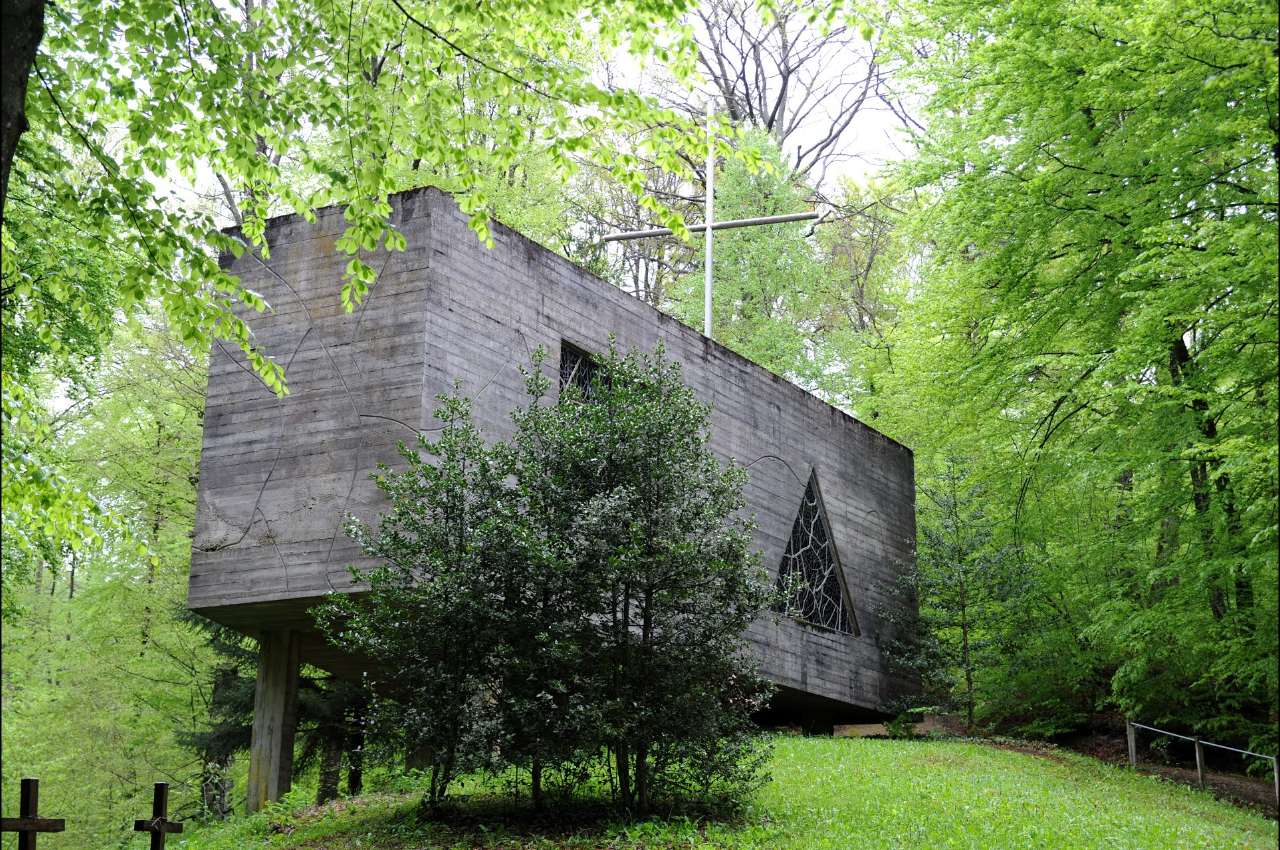
Kapelle St-Rouin in Beaulieu-en-Argonne

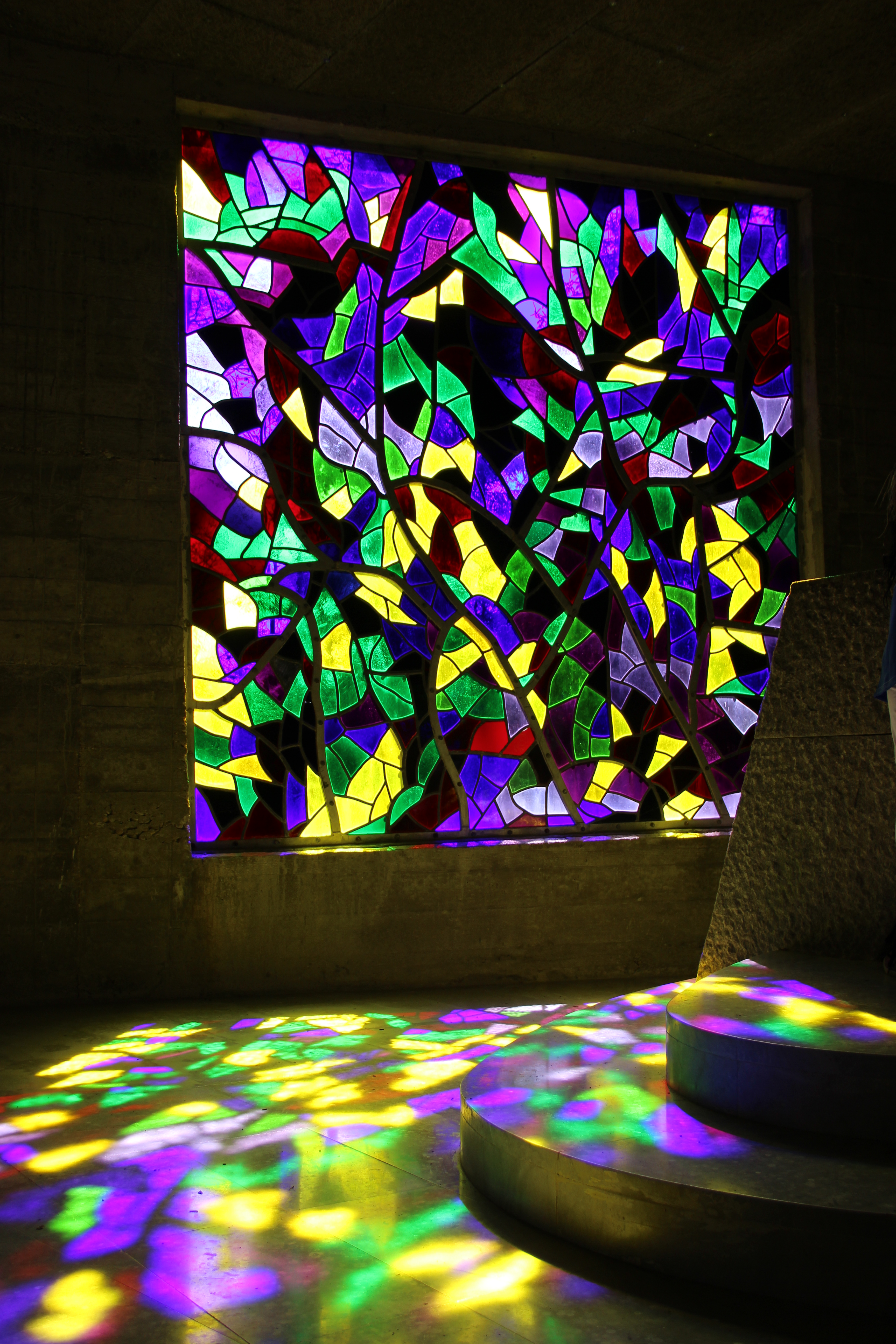
Bleiglasfenster

Die Wallfahrtskapelle St-Rouin in Beaulieu-en-Argonne, einer französischen Gemeinde im Département Meuse in der Region Grand Est, wurde von 1954 bis 1961 in den Argonnen errichtet. Die Kapelle, nordwestlich des Ortes in einem Wald gelegen, steht seit 1999 als Monument historique auf der Liste der Baudenkmäler in Frankreich.
Die Kapelle bei einer Eremitage des 17. Jahrhunderts wurde nach Plänen des Architekten und Dominikaners Louis-Bertrand Rayssiguier, eines Schülers von Le Corbusier, erbaut.
Die Ausführung in Sichtbeton wurde von dem Unternehmen Berthold in Dun-sur-Meuse ausgeführt. Das trapezförmige Gebäude auf Betonstützen mit Flachdach wird von einem Dachreiter und einem sieben Meter hohen Aluminiumkreuz überragt.

## Ausstattung
Die Bleiglasfenster wurden 1959 nach Vorlagen von Kimié Bando (* 1944), Tochter des japanischen Malers Toshio Bando (1895–1973), gefertigt.